# Verzar
Verzar (izvirno srbsko Верзар) je naselje v Srbiji, ki upravno spada pod Občino Dimitrovgrad; slednja pa je del Pirotskega upravnega okraja.

## Demografija
V naselju živi 9 polnoletnih prebivalcev, pri čemer je njihova povprečna starost 76,8 let (78,5 pri moških in 73,5 pri ženskah). Naselje ima 6 gospodinjstev, pri čemer je povprečno število članov na gospodinjstvo 1,50.
To naselje je v glavnem bolgarsko (glede na popis iz leta 2002).
|  |

| Demografija | Demografija     | Demografija     |
| Leto        | Št. prebivalcev | Št. prebivalcev |
| ----------- | --------------- | --------------- |
|             |                 |                 |
|             |                 |                 |
|             |                 |                 |
|             |                 |                 |
| 1948        | 360             |                 |
| 1953        | 302             |                 |
| 1961        | 211             |                 |
| 1971        | 135             |                 |
| 1981        | 75              |                 |
| 1991        | 32              | 32              |
| 2002        | 9               | 9               |
|             |                 |                 |

| Etnična sestava po popisu iz leta 2002 | Etnična sestava po popisu iz leta 2002 | Etnična sestava po popisu iz leta 2002 | Etnična sestava po popisu iz leta 2002 | Etnična sestava po popisu iz leta 2002 |
| -------------------------------------- | -------------------------------------- | -------------------------------------- | -------------------------------------- | -------------------------------------- |
| Bolgari                                | Bolgari                                |                                        | 8                                      | 88,88%                                 |
| Neznano                                | Neznano                                |                                        | 0                                      | 0,0%                                   |